# Liste der Monuments historiques in Pluguffan
Die Liste der Monuments historiques in Pluguffan führt die Monuments historiques in der französischen Gemeinde Pluguffan auf.

## Liste der Bauwerke
| Bezeichnung             | Beschreibung | Standort | Kennzeichnung | Schutzstatus | Datum | Bild           |
| ----------------------- | ------------ | -------- | ------------- | ------------ | ----- | -------------- |
| Dolmen von Ménez-Liaven |              | (Lage)   | PA00090283    | Classé       | 1922  |                |
| Kirche St-Cuffan        |              | (Lage)   | PA00090284    | Classé       | 1916  | weitere Bilder |
| Manoir de Kerascoet     | Herrenhaus   | (Lage)   | PA00090486    | Inscrit      | 1991  |                |
| Manoir de Kériner       | Herrenhaus   | (Lage)   | PA00090285    | Inscrit      | 1964  |                |

## Liste der Objekte
- Monuments historiques (Objekte) in Pluguffan in der Base Palissy des französischen Kultusministerium